# Osservatorio Letterario
Osservatorio Letterario - Ferrara e l'Altrove (Edizione Culturale O.L.F.A.) è una rivista letteraria e culturale italo-ungherese bimestrale fondata a Ferrara nel 1997 dalla professoressa e giornalista ungaro-italiana Melinda Bonani-Tamás-Tarr (pseudonimi: Meta Tabon, Donna D'Ongaro), che è direttrice responsabile ed editoriale del periodico, Cavaliere dell'Ordine "Al merito della Repubblica Italiana".

## La rivista
La rivista, segnalata da Rai Radio 1 - nella trasmissione Mittel Europa/"Est Ovest"  ,  condotta da Sergio Tazzer -, dal sito dosselli.it  , da blipper  e dall'Università di Pécs in Ungheria (XI Annuario, 2010), dalla Facoltà dell'Ungarologia (periodico scientifico, intitolato Hungarológiai Évkönyv 11, 2010, periodico dei laboratori ungarologici delle università dell'Ungheria e di tutto il mondo) pubblica opere classiche e contemporanee italiane, ungheresi ed altre della letteratura mondiale e si dedica anche ai rapporti secolari italo-ungheresi tramite le traduzioni italiane ed ungheresi di opere letterarie, storiche, linguistiche, artistiche.
Questa rivista è nata con l'intenzione di comunicare, per dare una voce agli autori minori oppure ignorati, amanti ed agli appassionati dello scrivere poesie, racconti, critiche, opinioni, per esprimere le svariate emozioni e pensieri che nascono nell'anima dell'essere umano e dare notizie di alcuni eventi culturali che riguardano la letteratura, l'arte e in generale la cultura. Da tempo, accanto agli autori esordienti o poco conosciuti si notano anche le firme di quelli affermati e noti. Il periodico, a partire dal n. 0/1997, offre proposte di autori di talento e di qualità. La rivista è aperta alle novità, senza snobismi, senza accademismi, senza intellettualismi. L'Osservatorio Letterario era iniziato con un fascicolo di 22 pagine, adesso è arrivato all'estensione di 126-250 pagine. Le immagini nella rivista stampata sono in b/n, eccetto i fascicoli giubilari (NN. 77/78, 79/80, 81/82) e i fascicoli da numeri 87/88 in poi.
L'Osservatorio Letterario ha anche pubblicato numerosi - più di 80 titoli - quaderni letterari e volumi d'antologia di poesie, racconti, saggistica, come supplemento alla rivista, dei vincitori e finalisti dei Premi Letterari Internazionali banditi dal periodico, nonché monografie indipendenti dai premi.
Oltre alla Biblioteca Nazionale Ungherese "Széchenyi" - dove è considerata uno di quegli importanti prodotti detti "hungaricum", questo a quanto si legge nella lettera del bibliotecario dell'OSZK, indirizzata alla direttrice (v. il portale Testvérmúzsák) - la rivista è presente nella Biblioteca del Museo Letterario "Petőfi", nella Biblioteca Regionale di Veszprém "Eötvös Károly" e all'Istituto Culturale Regionale di Veszprém. L'Osservatorio Letterario si presenta come periodico scientifico delle Università Ungheresi (vedi l'XI Annuario dell'Ungarologia, Edizione dell'Università degli Studi di Pécs 2010).
Nei suoi editoriali speciali bilingue di edizione speciale nel fascicolo quindicinale stampato interamente a colori si può seguire tutta la storia, il cammino e il progresso del periodico.

## La struttura attuale del periodico
- Editoriale
- Poesie & Racconti
- Grandi Tracce
- Epistolario
- Diario di Lettura: Galleria Letteraria & Culturale Ungherese/Lirica ungherese, Prosa Ungherese, Saggistica ungherese
- Recensioni & Segnalazioni[25][26][27]
- Profilo d'Autore (rubrica occasionale)
- Tradurre – Tradire – Interpretare – Tramandare[28][29]
- L'Arcobaleno: Rubrica degli Immigrati Stranieri in Italia oppure Autori Stranieri d'altrove che scrivono e traducono in italiano
- Cocktail delle muse gemelle: Lirica – Musica – Pittura ed altre Muse
- Saggistica generale
- Il cinema è cinema
- L'Eco & Riflessioni ossia interventi di varie opinioni, critiche e di altre cose
- Notizie (rubrica occasionale)
- Appendice: Rubrica delle opere della letteratura e della pubblicistica ungherese in lingua originale e traduzioni in ungherese (Editoriale, Lirica, Prosa, Saggi, Epistola, Profilo d'Autore, Diario di viaggio /rubrica occasionale/, Lo scaffale dei libri, Casella Postale /lettere in italiano ed ungherese o in altre lingue con eventuale traduzione/)